# Ramal ferroviario Cipolletti-Barda del Medio
El Ramal Ferroviario Cipolletti - Barda del Medio, también denominado Ramal al Dique, es una derivación vial parcialmente en uso del ramal principal Ramal Ferroviario Bahía Blanca - Neuquén - Zapala que pertenece al Ferrocarril General Roca.
Fue ramal subsidiario de trocha angosta más importante en la Patagonia por sus 30 kilómetros de largo mientras estuvo operativo. 

## Ubicación
Partiendo de la ciudad de Cipolletti, el ramal atraviesa 30 km a través de la provincia de Río Negro.

## Servicios
Los servicios de pasajeros entre las cabeceras Cipolletti con Barda del Medio cesaron el 10 de marzo de 1993, al mismo tiempo que cerraba el Ramal ferroviario Bahía Blanca-Neuquén-Zapala. En la actualidad se encuentran activos servicios de carga de larga distancia en el tramo entre Cinco Saltos y Bahía Blanca.

## Historia
En el año 1910, se quería construir el Dique Ingeniero Ballester sobre el Río Neuquén, pero no se podían obtener los materiales para construirlo (la Ruta 151 no existía). Entonces, como los Ferrocarriles en Argentina estaban en su auge, bajo la orden del presidente de Argentina, Dr. José Figueroa Alcorta se decide construir unos 30 kilómetros de vías hasta la Estación KM-1218, hoy en día conocida como Estación Barda del Medio, y bajo el permiso de Ferrocarril del Sud, quien controlaba en aquella época los ferrocarriles de Zapala a Bahía Blanca comenzó la construcción de los rieles, y tras 2 años, el 17-03-1910, se inauguró de forma no oficial el dique con las Estaciones y las vías (Debido a que las vías originalmente fueron creadas solo para el Dique Ballester). Pero Ferrocarril del Sud siguió usándolas debido a la demanda de pasajeros. Tras casi 5 décadas con el servicio ininterrumpido, en 1948 Ferrocarril del Sud fue nacionalizada sumando y siendo parte de las tantas empresas de Ferrocarril que se sumaron todas en una, formando Ferrocarriles Argentinos o FA cambiando de nombre a Línea General Roca hasta nuestros tiempos. 
Tras otras 4 décadas, Ferrocarriles Argentinos estaba pasando una grave crisis financiera, tras la bancarrota de FA en 1993, este ramal junto a millones de ramales más fue privatizado haciendo que desde 1993 hasta ahora no corran más trenes de pasajeros. La empresa que opera el ramal desde 1993 hasta ahora es Ferrosur Roca. No obstante, no opera el ramal completo, sino que lo usa desde Cinco Saltos pasando por Cipolletti hasta Bahía Blanca junto al Ramal ferroviario Bahía Blanca-Neuquén-Zapala. También, hubo un corto servicio de Tranvía a Auca Mahuida. Pero tras el abandono de esta mina, se levantaron las vías, estas actualmente se encuentran en Estación Neuquén Cargas.
Actualmente en el tramo entre las antiguas estaciones Contraalmirante Cordero-El Quince-Barda del Medio, las vías se encuentran en un estado calamitoso con gran parte de ellas cubierta de maleza, y otra parte habiendo sido sustraído por particulares, lo cual incluye trozos de rieles, durmientes y señalizaciones. Llegando incluso a construirse viviendas particulares en terrenos del ferrocarril, las cuáles fueron vendidas o cedidas de forma irregular por el municipio de Contraalmirante Cordero a privados durante las últimas administraciones municipales.

## El Quince
Paraje El Quince era una parada de este ramal,  su nombre se debe a que la estación quedaba en el kilómetro 1115. Pero esta tuvo un peor final comparado con las otras estaciones, tras su abandono en 1993, esta estación fue la única demolida, por esta razón no hay evidencia fotográfica sobre ella. Actualmente hay una fábrica y un cartel que recuerda que allí se encontraba la estación. 

## Futuro
En 2021 se aprobó una ley del Estado Argentino sobre un ramal que unirá Añelo con Bahía Blanca, y tras mucho debate, el Gobernador de Río Negro, Alberto Weretilneck aceptó que no se construyan vías hasta Senillosa, sino que las vías de todo el ramal serán refaccionadas. Actualmente, se encuentra en duda por donde van a cruzar las vías el Río Neuquén, ya que el Dique Ballester es usado exclusivamente para autos. Además, últimamente, se plantea que el Tren del Valle llegue a Barda del Medio.Sin embargo esto parece cada vez menos probable, ya que la playa de maniobras del antiguo tren se ha reconvertido en una plazoleta y en el espacio que era la punta de riel en Barda del Medio se han construido locales comerciales, la comisaría del pueblo y se actualmente se encuentra en obras el futuro polideportivo de la localidad.